# Stanisław Flato
Stanisław Michał Flato (ur. 27 czerwca 1910 w Warszawie, zm. 2 sierpnia 1972 w Berlinie) – pułkownik, oficer polskiego wywiadu wojskowego (Oddziału II), następnie Zarządu II Sztabu Generalnego Wojska Polskiego; później pracownik Ministerstwa Spraw Zagranicznych PRL.

## Życiorys
Urodził się jako Szmul Mojsze Flato w rodzinie kupca Szymona (Szyji) i Bronisławy (Brandli). W 1928 ukończył gimnazjum Ascola w Warszawie i do 1929 rok prawa na Uniwersytecie Warszawskim, następnie ukończył studia medyczne w Paryżu (1936), gdzie w 1932 wstąpił do Francuskiej Partii Komunistycznej. W drugiej połowie lat 30. XX wieku uczestniczył w hiszpańskiej wojnie domowej od grudnia 1936 do lutego 1939. Był następnie doradcą Czerwonego Krzyża w Chinach i od sierpnia 1939 do września 1945 kierownikiem lekarzy przy Chińskiej Armii Ludowo-Wyzwoleńczej. 
Powrócił do Polski pod koniec 1945; w lutym 1946 objął stanowisko zastępcy szefa Oddziału II Sztabu Generalnego WP ds. operacyjnych i technicznych. W 1952 został wysłany do rezydentury Zarządu II Sztabu Generalnego WP w Ottawie (Kanada). 
Na rozkaz MON zdecydował się powrócić do kraju, choć już wiedział o aresztowaniach na dużą skalę w Oddziale II Szt. Gen. WP, gdzie Informacja WP, dokonywała masowych aresztowań w wywiadzie wojskowym zostali aresztowani m.in. sam szef Oddziału II gen. Wacław Komar, jego zastępca Witold Feder. Po powrocie do kraju został aresztowany 7 lutego 1953. 
Śledztwo przeciwko niemu prowadzili oficerowie Oddziału IV (Śledczego) Głównego Zarządu Informacji Wojska Polskiego, m.in. kpt. Leopold Sokołowski, mjr Jerzy Stępniewski, oraz kpt. Władysław Kordula. Prowadzone śledztwo było bardzo okrutne (co w GZI WP/MON, w owym czasie było na porządku dziennym), nie zezwolono aresztantowi na sen przez pierwsze dwie doby po zatrzymaniu. Potem aż do 23 marca przesłuchiwano go po 17–20 godzin na dobę. Osadzano go w karcerze, a brak snu powodował u niego halucynacje. Składał zeznania, które następnie odwoływał. 
Śledztwo przeciwko niemu nie dawało jednak spodziewanych rezultatów. Został zwolniony z aresztu 6 grudnia 1954. Dwa lata po wyjściu z więzienia został pracownikiem Ministerstwa Spraw Zagranicznych (1956). Ze względu na wielki szacunek, jakim cieszył się wśród chińskich władz, był głównym pośrednikiem przy organizacji wizyty I sekretarza KKC PZPR Edwarda Ochaba w Pekinie w październiku 1956. Rok później objął stanowisko radcy ambasady PRL w Pekinie. 
W 1957 wrócił do kraju i został wicedyrektorem Departamentu II MSZ (kraje Azji). W MSZ pracował do czasu przejścia na emeryturę w 1968; chorował na serce, zmarł podczas wizyty w Berlinie Wschodnim w 1972, gdzie spotkał się z córką.

## Ordery i odznaczenia
- Order Sztandaru Pracy I klasy
- Orderem Krzyża Grunwaldu III klasy
- Krzyż Oficerski Orderu Odrodzenia Polski (17 października 1946)[4]
- Krzyż Złoty Orderu Virtuti Militari (16 lipca 1946)[5]
- Srebrna odznaka honorowa „Za Zasługi dla Warszawy” (1966)[6]